# Pouillon, Landes
Pouillon (gaskonsko Polhon) je naselje in občina v jugozahodnem francoskem departmaju Landes regije Akvitanije. Leta 2009 je naselje imelo 2.827 prebivalcev.

## Geografija
Kraj leži v pokrajini Gaskonji 16 km jugovzhodno od Daxa.

## Uprava
Pouillon je sedež istoimenskega kantona, v katerega so poleg njegove vključene še občine Cagnotte, Estibeaux, Gaas, Habas, Labatut, Mimbaste, Misson, Mouscardès, Ossages in Tilh z 10.723 prebivalci (v letu 2009).
Kanton Pouillon je sestavni del okrožja Dax.

## Zanimivosti
- romansko-gotska cerkev sv. Martina iz 11. stoletja, prenovljena v 19. stoletju,
- Château Lamothe de Pouillon,
- Château Saint-Martin de Pouillon.

## Pobratena mesta
- Daroca (Aragonija, Španija);